# Günther Scharfenberg
Günther Scharfenberg (* 11. November 1930 in Brandenburg an der Havel; † 12. Januar 2019 in Fürstenwalde/Spree) war ein deutscher Diplomat. Er war Botschafter der DDR in der Volksdemokratischen Republik Jemen (VDRJ) und im Irak.

## Leben
Scharfenberg, Sohn einer Arbeiterfamilie, erlernte den Beruf des Sattlers. Er besuchte von 1949 bis 1952 die Arbeiter-und-Bauern-Fakultät der Pädagogischen Hochschule Potsdam. 1952/53 studierte er Geschichte an der Friedrich-Schiller-Universität in Jena, dann von 1953 bis 1956 Außenpolitik an der Deutschen Akademie für Staats- und Rechtswissenschaft in Potsdam-Babelsberg. Er schloss sein Studium als Diplom-Staatswissenschaftler ab.
Ab 1956 war er Angehöriger des Diplomatischen Dienstes der DDR und war zunächst Mitarbeiter der Abteilung Naher Osten und Afrika im Ministerium für Auswärtige Angelegenheiten der DDR (MfAA). Von 1958 bis 1960 war er Dritter Sekretär an der Handelsvertretung in Damaskus, von 1960 bis 1962 kommissarischer Sektorenleiter Vereinigte Arabische Republik. Von 1962 bis 1964 war er Sekretär bzw. Zweiter Sekretär an der Handelsvertretung in Algier. Von 1964 bis 1971 wirkte er als Sektorenleiter Naher und Mittlerer Osten im MfAA. Anschließend fungierte er von 1972 bis 1978 als Botschafter der DDR in Aden (VDRJ). Zwischen 1978 und 1981 war er stellvertretender Leiter der Abteilung Ost- und Zentralafrika im MfAA. Vom 25. November 1982 bis 1987 war er Botschafter der DDR in Bagdad. Von 1987 bis 1990 war er schließlich Mitarbeiter der Abteilung Nord- und Westafrika im MfAA.
Scharfenberg war Mitglied der SED. Er lebte in Kühlungsborn, dann in Fürstenwalde. Günther Scharfenberg starb im Alter von 88 Jahren.

## Schriften
- Irak – der letzte Einsatz. Als Botschafter zwischen Politik und Außenwirtschaft (1982–1987) (= Blaue Reihe. Schriften zur internationalen Politik, Heft 38). Verband für Internationale Politik und Völkerrecht, Berlin 2012.
- Jahre am Bab el-Mandeb. Als Botschafter in der Volksdemokratischen Republik Jemen (= Blaue Reihe. Schriften zur internationalen Politik, Heft 41). Verband für Internationale Politik und Völkerrecht, Berlin 2012.

## Auszeichnungen
- Verdienstmedaille der DDR (1970)
- Orden Banner der Arbeit Stufe III (1977)
- Vaterländischer Verdienstorden in Bronze (1987)[4]